# Tristán de Luna

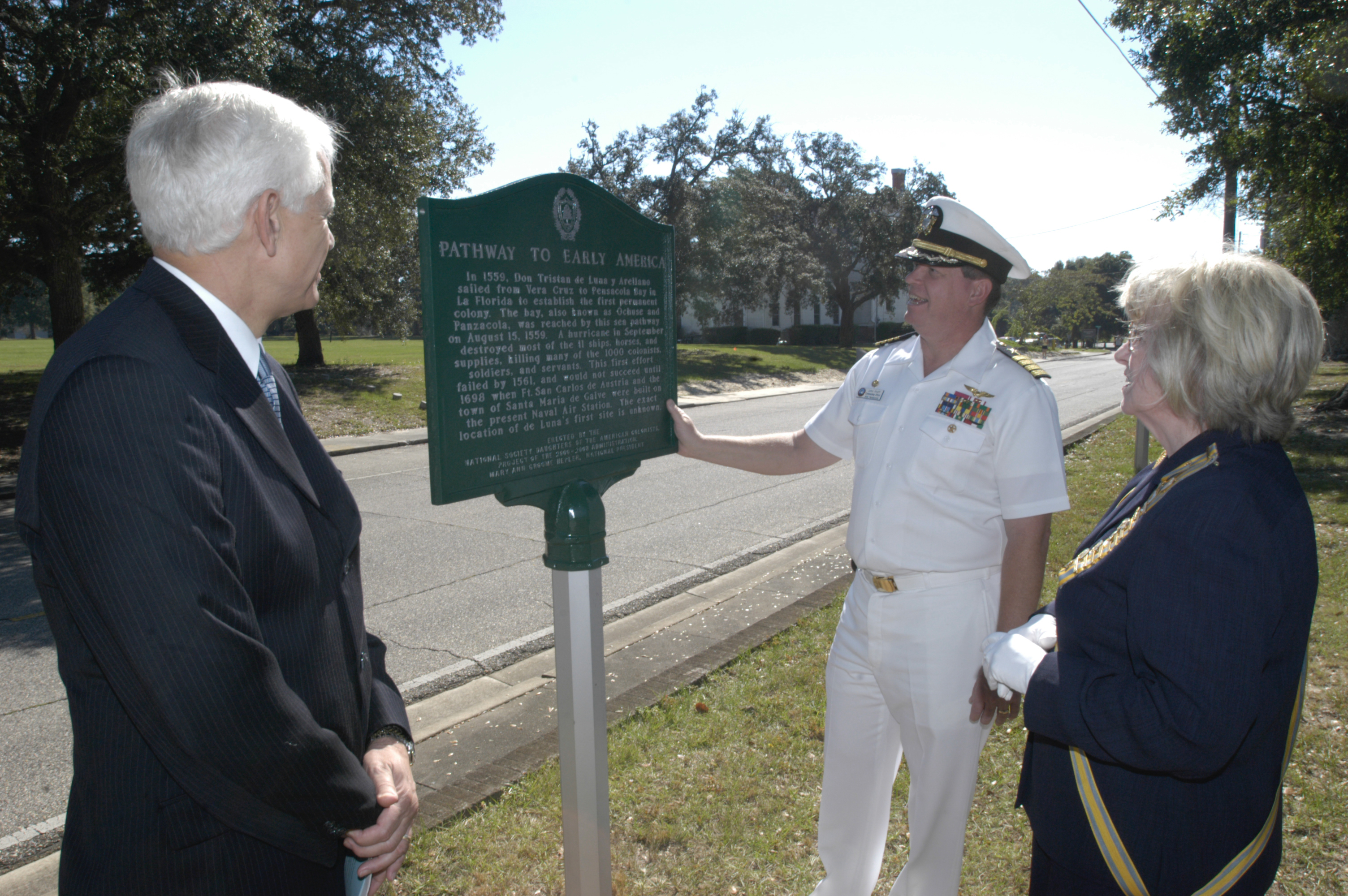
Panneau explicatif de la première colonie établie par Tristán de Luna y Arellano en Amérique du Nord.

Tristán de Luna y Arellano, parfois Tristán de Arellano (1510 – 16 septembre 1573 à Mexico) est un conquistador espagnol du XVIe siècle. Né à Borobia en Aragon, il arriva en Nouvelle-Espagne vers 1530, et conduisit une expédition en Floride en 1559. En août de cette année, il établit une colonie éphémère sur l'emplacement de l'actuelle ville de Pensacola, qui devint la première colonie européenne sur le territoire qui deviendrait, plus de deux siècles après, les États-Unis. En 1561, il doit renoncer à tout établissement permanent. 

## Sources
- René Acuña, Relaciones geográficas del siglo XVI, México : Universidad Nacional Autónoma de México, Instituto de Investigaciones Antropológicas, 1982.  (ISBN 978-968-5802-70-3)
- Herbert Ingram Priestley, The Luna papers documents relating to the expedition of don Tristán de Luna y Arellano for the conquest of La Florida in 1559-1561, De Land : Florida State Historical Society, 1928. (OCLC 57597739)
- María Antonia Sáinz Sastre, Florida in the XVIth century : discovery and conquest, Madrid : Editorial MAPFRE, 1992.  (ISBN 978-84-7100-473-4)